# فرودگاه بین‌المللی شنژن بن
فرودگاه بین‌المللی شنژن بن (به انگلیسی: Shenzhen Bao'an International Airport) یک فرودگاه همگانی مسافربری با کد یاتا SZX است که یک باند فرود بتن دارد و طول باند آن ۳۴۰۰ متر است. این فرودگاه در کشور چین قرار دارد و در ارتفاع ۴ متری از سطح دریا واقع شده‌است.

## شرکت‌های هواپیمایی و مقصدهای پروازی

### مسافری

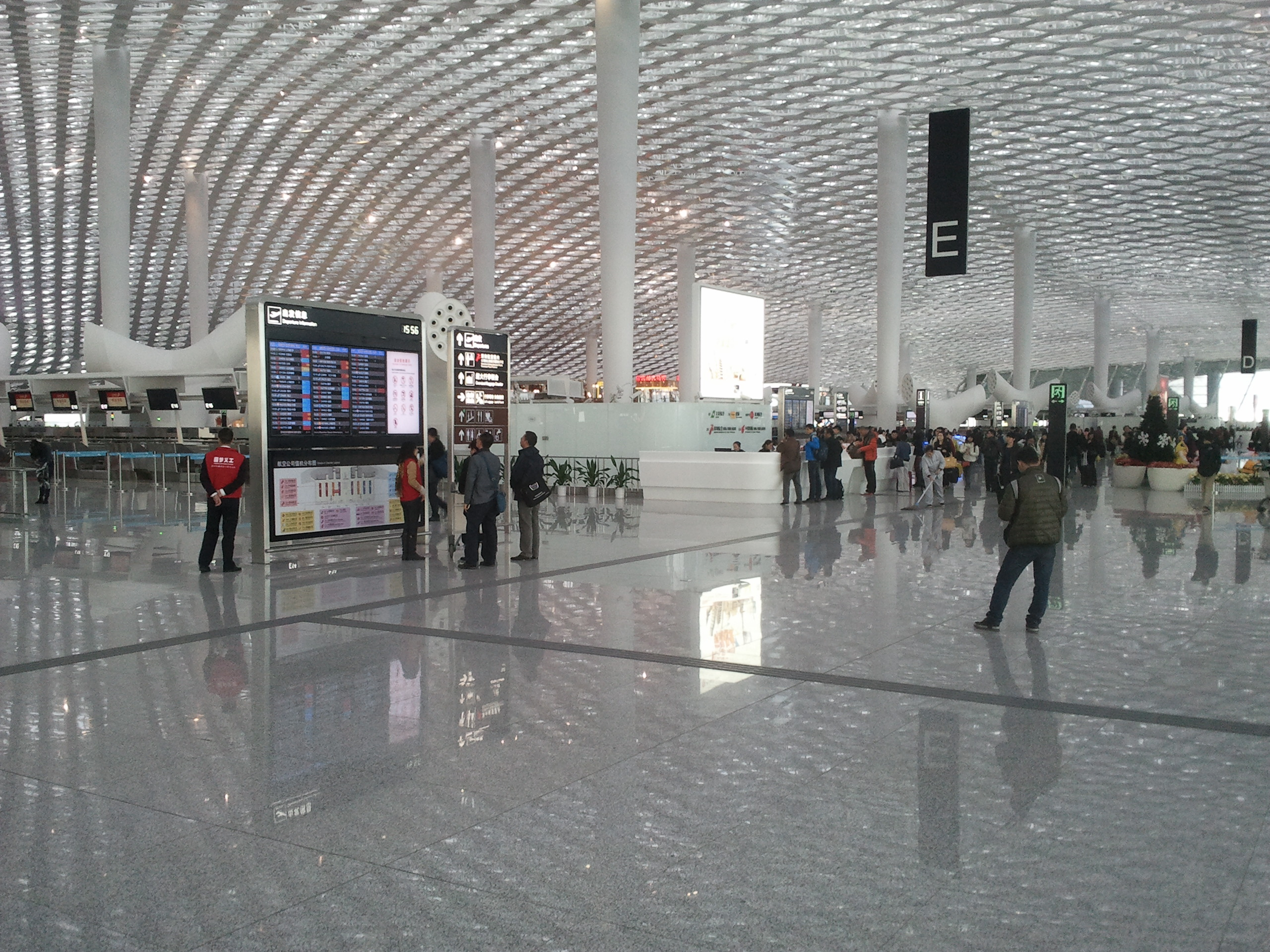
New Terminal interior

| شرکت‌های هواپیمایی                               | مقصدهای پروازی |
| ----------------------------------------------- | --- |
| ایرآسیا                                         | کوتا کینابالو، کوالالامپور، لانگکاوی |
| ایر چاینا                                       | پکن، چنگدو شوانگلیو، چنگچینگ ییانگبی، Dazhou، فرانکفورت، لانگ‌دونگ‌بائو گوئی‌یانگ، هانگجو ژیاشان، هفئی ژینگیاو، لس‌آنجلس (آغاز از ۷ دسامبر ۲۰۱۷)، شانگهای پودنگ، تیانجین بینهای، ووهان تیانهه |
| ایر چاینا اجرا توسط دالیان ایرلاینز             | دالیان ژووشویزی، نانجینگ لوکو |
| آسیانا ایرلاینز                                 | اینچئون |
| Chengdu Airlines                                | چنگدو شوانگلیو، لیوژو بایلیان |
| چاینا ایرلاینز                                  | گاوشیونگ، تائویوان تایوان |
| هواپیمایی شرقی چین                              | چانگجو بنیو، دالی، دالیان ژووشویزی، هوهوت بایتا، جینگانگشان، کونمینگ چانگشوی، لانجو ژنگچوان، لیجیانگ سانی، دیهونگ مانگشی، نانچانگ چانگبی، نانجینگ لوکو، نینگبو لیشه، کینگدائو لیوتینگ، شانگهای هونگچیائو، شانگهای پودنگ، ووسو تائی‌یوان، ووهان تیانهه، سانن شوفانگ، شی‌آن شیان‌یانگ، سینینگ کائوجیابو، یانتای چائوشوی، یونگ‌ژوی لینگ‌لینگ |
| هواپیمایی شرقی چین اجرا توسط شانگهای ایرلاینز   | شانگهای هونگچیائو |
| هواپیمایی جنوبی چین                             | سووارنابومی، بائوتو ارلیبان، پکن، بیجی، چانگچون لونگییا، Changde، چانگشا هوانگهوا، چانگجو بنیو، چنگدو شوانگلیو، چنگچینگ ییانگبی، دالیان ژووشویزی، داندونگ لنگتو، انگوراه رای، فوژو چنگل، گانژو هوانگژین، Guangyuan، گایلین لیانگ‌جیانگ، لانگ‌دونگ‌بائو گوئی‌یانگ، هایکو میلان، هانگجو ژیاشان، نوا به، هانژونگ چنگو، هاربین تایپینگ، هفئی ژینگیاو، تان سون نهات، هوهوت بایتا، ژی‌جیانگ، هونگشان تونکسی، سوئکارنو-هتا، ججو، جینان یاکیانگ، کونمینگ چانگشوی، لانجو ژنگچوان، لیانیونگانگ بایتابو، لیجیانگ سانی، لویانگ بیجیائو، لوژو لانتیان، میکسیان، ملبورن، شرمتیوو (آغاز از ۲۸ سپتامبر ۲۰۱۷)، مودانجیانگ هایلانگ، نانچانگ چانگبی، Nanchong، نانجینگ لوکو، نانینگ ووژو، نانیانگ جیانگ‌یینگ، نینگبو لیشه، کانزای، پنوم‌پن، پوکت، کینگدائو لیوتینگ، کیکیهار سینجیازی، سانیا فونیکس، اینچئون، شانگهای هونگچیائو، شانگهای پودنگ، شنینگ تخین، شیاژونگ ژنگدینگ، سیدنی، تائویوان تایوان، ووسو تائی‌یوان، اورومچی دیووپو، ونچو یونگچیانگ، ووهان تیانهه، سانن شوفانگ، زیامن گائوچی، شی‌آن شیان‌یانگ، شینگیی، سینینگ کائوجیابو، یانجی چائویانگ‌چون، ایوو، یینچوان هیدونگ، Zhangjiajie، ژنگژو سین‌ژنگ، زوشن پوتوشن، زونی زینزهو |
| هواپیمایی جنوبی چین اجرا توسط چونگ‌کینگ ایرلاینز | چنگچینگ ییانگبی |
| چاینا یونایتد ایرلاینز                          | پکن نانیوان، فویانگ ژیگان، Rizhao، شیاژونگ ژنگدینگ |
| Donghai Airlines                                | چانگچون لونگییا، دالیان ژووشویزی، هایکو میلان، هایلار دنگشان، هاربین تایپینگ، کونمینگ چانگشوی، نانجینگ لوکو، نینگبو لیشه، کینگدائو لیوتینگ، شانگهای پودنگ، شنینگ تخین |
| هاینان ایرلاینز                                 | اوکلند، پکن، بریزبن (آغاز از ۲۰ سپتامبر ۲۰۱۷)، چنگدو شوانگلیو، چیانگ مای, چنگچینگ ییانگبی، دالیان ژووشویزی، دا نانگ, لانگ‌دونگ‌بائو گوئی‌یانگ، هایکو میلان، هانگجو ژیاشان، هاربین تایپینگ، هفئی ژینگیاو، هوهوت بایتا، جیاموسی دنگجیاو، جینان یاکیانگ، کاشغر، لانجو ژنگچوان، لونجیان گوانژیشان، کونمینگ چانگشوی، نانجینگ لوکو، کام رانح, نینگبو لیشه، پوکت, کینگدائو لیوتینگ، سانیا فونیکس، شنینگ تخین، ووسو تائی‌یوان، تیانجین بینهای، اورومچی دیووپو، Weifang، ونچو یونگچیانگ، زیامن گائوچی، شی‌آن شیان‌یانگ، شیانگیانگ لیوجی، سینینگ کائوجیابو، سوژو گئوانئین، ژنگژو سین‌ژنگ |
| هبئی ایرلاینز                                   | شیاژونگ ژنگدینگ |
| جونیائو ایرلاینز                                | بیهای فوچنگ، لانگ‌دونگ‌بائو گوئی‌یانگ، شانگهای هونگچیائو |
| Kunming Airlines                                | کونمینگ چانگشوی |
| کورین ایر                                       | اینچئون |
| لاین ایر                                        | سام رتولنگی |
| Loong Air                                       | هانگجو ژیاشان، هاربین تایپینگ، سوژو گئوانئین |
| Lucky Air                                       | کونمینگ چانگشوی |
| اوکی ایرویز                                     | هایکو میلان، نانینگ ووژو، تیانجین بینهای، وویی‌شان |
| مالزی ایرلاینز                                  | پنانگ (Begins ۱۷ اوت ۲۰۱۷ subject to slot availability) |
| Scoot                                           | چانگی سنگاپور |
| شاندونگ ایرلاینز                                | جینان یاکیانگ، کینگدائو لیوتینگ، شنگرو سنگینگشن، یانتای چائوشوی، ویهای داشویبو، ونچو یونگچیانگ |
| شنژن ایرلاینز                                   | سووارنابومی، پکن، چانگچون لونگییا، چانگشا هوانگهوا، چانگجو بنیو، چنگدو شوانگلیو، چیژوو ییوهواشان، چنگچینگ ییانگبی، دالیان ژووشویزی، فوژو چنگل، لانگ‌دونگ‌بائو گوئی‌یانگ، هایکو میلان، هایلار دنگشان، هانگجو ژیاشان، هاربین تایپینگ، هفئی ژینگیاو، هوهوت بایتا، ججو، جینان یاکیانگ، جینگدژن لوییا، کوالالامپور، کونمینگ چانگشوی، لانجو ژنگچوان، لیجیانگ سانی, نینوی آکوئینو، مانژولی ضیاجیاو، Mianyang، نانچانگ چانگبی، نانجینگ لوکو، نانینگ ووژو، نانتونگ زینگدونگ، کانزای، پانژیهوا بائوآنیینگ، پوکت، کینگدائو لیوتینگ، کوانژو جینجیانگ، کیوژو، سانیا فونیکس، اینچئون، شانگهای هونگچیائو، شانگهای پودنگ، شنینگ تخین، چانگی سنگاپور، تائویوان تایوان، ووسو تائی‌یوان، تایژو لوکیائو، تنگچونگ توفنگ، تیانجین بینهای، ناریتا، اورومچی دیووپو، وانچو ووچیاو، ونچو یونگچیانگ، ووهان تیانهه، سانن شوفانگ، شی‌آن شیان‌یانگ، شیانگیانگ لیوجی، سینینگ کائوجیابو، یانگژو تایژو، یانتای چائوشوی، ییبین سایبا، ییچانگ سانگسیا، ییچون مینگویشان، یینچوان هیدونگ، Yuncheng، ژان‌جیانگ، ژنگژو سین‌ژنگ |
| سیچوان ایرلاینز                                 | چنگدو شوانگلیو، چنگچینگ ییانگبی، وانچو ووچیاو، شی‌آن شیان‌یانگ |
| اسپرینگ ایرلاینز                                | چانگچون لونگییا، هانگجو ژیاشان، هاربین تایپینگ، هوای‌ان لیانشوی، کوتا کینابالو، لانجو ژنگچوان، پنوم‌پن، شانگهای هونگچیائو، شنینگ تخین، شیاژونگ ژنگدینگ، سیم ریپ، تیانجین بینهای، Tongliao، یانچنگ نانیانگ، ژانگجیاکو، زونی زینزهو |
| سیلک‌ایر                                         | چانگی سنگاپور |
| تای ایرآسیا                                     | دن موئنگ |
| تبت ایرلاینز                                    | چنگدو شوانگلیو |
| Uni Air                                         | تیچون، تائویوان تایوان |
| وست ایر                                         | چنگچینگ ییانگبی، جینان یاکیانگ، نانجینگ لوکو، ژنگژو سین‌ژنگ |
| ژیامن ایرلاینز                                  | چانگچون لونگییا، چنگچینگ ییانگبی، فوژو چنگل، هانگجو ژیاشان، نانچانگ چانگبی، نانینگ ووژو، کوانژو جینجیانگ، سیاتل-تاکوما، شانگهای هونگچیائو، شنینگ تخین، تیانجین بینهای، زیامن گائوچی |

### باری
| شرکت‌های هواپیمایی      | مقصدهای پروازی |
| ---------------------- | --- |
| چاینا ایرلاینز         | تائویوان تایوان |
| چاینا کارگو ایرلاینز   | شانگهای هونگچیائو |
| هواپیمایی جنوبی چین    | پکن |
| Donghai Airlines       | چنگدو شوانگلیو، هنگ کنگ، نینوی آکوئینو، شانگهای پودنگ                                                                          |
| اوا ایر                | تائویوان تایوان |
| فدکس اکسپرس            | تد استیونز انکوریج، نینوی آکوئینو                                                                                              |
| لوفت‌هانزا کارگو        | فرانکفورت |
| SF Airlines            | پکن، چنگدو شوانگلیو، هانگجو ژیاشان، نانتونگ زینگدونگ، پنوم‌پن، شانگهای پودنگ، ونچو یونگچیانگ، ووهان تیانهه، ژنگژو سین‌ژنگ        |
| TNT Airways            | لیژ |
| Transmile Air Services | کوالالامپور |
| Uni-Top Airlines       | کوالالامپور |
| یوپی‌اس ایرلاینز        | تد استیونز انکوریج، سووارنابومی، کلارک، کلن بن، دوبی، کوالالامپور، چاتراپاتی شیواجی، کانزای، ناحیه پایتختی سئول، چانگی سنگاپور |
| یانگتزه ریور اکسپرس    | شاه‌جلال، هانگجو ژیاشان، هنگ کنگ، شانگهای پودنگ                                                                                 |